# Хёгель, Нильс
Нильс Хёгель (род. 30 декабря 1976, Вильгельмсхафен, Нижняя Саксония) — немецкий серийный убийца и бывший медбрат, приговорённый к пожизненному заключению за совершение 6 убийств, но позже число доказанных убийств увеличилось до 85, совершение им ещё 15 убийств не было доказано. При этом Хёгель подтвердил совершение 43 убийств. К 2020 году число убийств, которые предположительно совершил Хёгель, увеличилось до 300, что сделало его самым массовым серийным убийцей в истории мирной Германии.

## Биография

### Ранняя жизнь и образование
Нильс Хёгель вырос в городе Вильгельмсхафен (Нижняя Саксония, тогдашняя Западная Германия). Его отец работал медбратом, а бабушка — медсестрой. Мать Хёгеля была паралегалом. Также у Хёгеля есть младшая сестра.
По заявлениям Хёгеля, он не подвергался домашнему насилию.
В 2004 году Хёгель женился, в том же году родилась его дочь.

### Работа в клинике Ольденбурга
В 1999 году Хёгель устроился на работу в 211 палату отделения интенсивной терапии кардиохирургии одной из клиник Ольденбурга. В августе 2001 года врачи и санитары клиники провели совещание, на котором присутствовал и Хёгель. Темой совещания стал необычный всплеск смертей и резких переходов состояния пациентов в критическое за последние несколько месяцев. Позже было установлено, что 58 % этих инцидентов произошли во время дежурства Хёгеля. После встречи Хёгель ушёл на больничный на три недели; за это время в 211 палате умерли лишь два пациента, что значительно меньше, чем было до больничного. Годы спустя, после задержания полицией, Хёгель признался, что во время совещания в августе 2001 года он думал, что его разоблачили.
В том же 2001 году, Хёгель был переведён в отделение анестезиологии. Вскоре главный врач анестезиологического отделения заметил, что Хёгель подозрительно часто присутствует на срочных операциях. В сентябре 2002 года главный врач клиники предложил Хёгелю, либо уволиться со своей должности в клинике и продолжать получать полную заработную плату ещё в течение трёх месяцев, либо перейти в подразделение материально-технического обеспечения клиники, где он будет помогать перемещать пациентов (обычно на такую работу назначают людей без нужного образования для врачебной деятельности), после того, как несколько пациентов, находившихся на попечении Хёгеля, были обнаружены в критическом состоянии по необъяснимым причинам.

### Работа в клинике Дельменхорста
В декабре 2002 года Хёгеля перевели в клинику Дельменхорста, где во время его дежурств также участились смерти, в основном из-за аритмии или внезапного снижения артериального давления. Это привело к плохим отношениям Хёгеля и некоторых его коллег. Позже, в ходе судебных разбирательств сообщалось, что Хёгель поначалу пользовался большим уважением на новом месте работы, пока против него не прозвучали подозрения о причастности к смертям. Его начальство якобы не отреагировало на эти подозрения, даже когда в палате Хёгеля появились четыре пустых флакона аймалина, несмотря на то, что пациенту такие лекарства не назначались.

## Расследования

### Первое расследование и приговор (2006—2008)
22 июня 2005 года коллеги поймали Хёгеля на том, что он намеренно манипулировал шприцевым насосом пациента, чтобы ввести пациенту аймалин. Этот инцидент побудил полицию Дельменхорста начать расследование в отношении Хёгеля. Коллеги Хёгеля высказали свои подозрения о том, что он стоял за многочисленными осложнениями у пациентов и необъяснимыми смертями в их клинике. Обширное расследование, последовавшее за этими утверждениями, изучило все случаи смерти в больнице в период с 2003 по 2005 год и показало, что количество смертей в клинике Дельменхорста выросло в два раза за время работы там Хёгеля. В 2005 году 73 % смертей могли быть связаны с деятельностью Хёгеля. Эти выводы были впоследствии направлены в окружную прокуратуру Ольденбурга. В декабре 2006 года, рассмотрев инцидент 22 июня 2005 года, Ландгерихт Ольденбург (региональный суд) приговорил Хёгеля к пяти годам тюремного заключения и запрету на работу на тот же срок за попытку умышленного убийства. Истец обжаловал приговор, и впоследствии вышестоящий суд отменил его. В июне 2008 года Хёгель был приговорен к семи с половиной годам тюремного заключения, а также пожизненному запрету на работу.

### Второе расследование и признание Хёгеля
В январе 2014 года окружная прокуратура Ольденбурга начала ещё одно расследование инцидентов в клинике Дельменхорста. В сентябре 2014 года Хёгелю было предъявлено обвинение по трём пунктам обвинения в убийстве и двум пунктам обвинения в покушении на убийство. Хёгель подключился к расследованию и признался в совершении ещё 30 убийств. Следствие установило, что Хёгель сделал около девяноста несанкционированных инъекций; шестьдесят пациентов были успешно реанимированы. 28 февраля 2015 года Хёгель был приговорён к пожизненному заключению.
Следователи озвучили версию о том, что Хёгель действовал с целью продемонстрировать свои навыки реанимации после ввода препарата и начала его действия, приводя в чувство пациента, чтобы производить впечатление на своих коллег и от скуки.

### Дальнейшие расследования
На фоне подозрений в том, что Хёгель может быть ответственен за ещё большее количество смертей, полиция начала крупное расследование в октябре 2014 года, после которого было выявлено около 200 похожих случаев смерти. Начиная с ноября 2014 года специальная комиссия «Кардио» изучала другие случаи смерти во время пребывания Хёгеля в должности медбрата в различных клиниках.
В общей сложности 134 тела в Германии, Польше и Турции были эксгумированы и вскрыты. В ходе трёхлетнего расследования было пересмотрено более 200 случаев смерти. 134 эксгумированных тела были похоронены на 67 кладбищах. Во многих случаях тела разложились так, что обнаружить какие-либо следы лекарств было невозможно. 101 пациент, умерший во время пребывания Хёгеля на посту, не мог быть подвергнут вскрытию, так как останки были кремированы. В 2015 году предполагаемые жертвы были эксгумированы в Гандеркезе и Дельменхорсте. Вскрытие выявило следы сердечных лекарств.
В ноябре 2016 года власти заявили, что им удалось доказать 37 убийств, приписываемых Хёгелю в период с декабря 2002 по июнь 2005 года. Согласно заявлению директора специальной комиссии «Кардио» в августе 2017 года, «доказанные убийства в Ольденбурге и Дельменхорсте были лишь верхушкой айсберга». Поскольку в то время Хёгель был приговорен к пожизненному заключению без права на условно-досрочное освобождение, дальнейшие судебные разбирательства не изменят его приговор, но либо признают его невиновным, либо виновным в дальнейших обвинениях. Поскольку смертная казнь в Германии конституционно запрещена, судимость Хёгеля уже предусматривала максимальное наказание в виде пожизненного лишения свободы без права досрочного освобождения.
28 августа 2017 года полиция объявила, что пришла к выводу, что Хёгель несет ответственность за смерть по меньшей мере 90 пациентов, в том числе шести, за которые он уже был осужден. Он признался в нераскрытом количестве смертей, но в большинстве случаев не мог вспомнить конкретные детали, хотя и не отрицал, что, возможно, несёт ответственность. В ноябре 2017 года общее число жертв, приписываемых Хегелю, было пересмотрено и увеличено до 106, при этом некоторые смерти всё ещё расследуются. В январе 2018 года немецкие прокуроры обвинили Хёгеля в убийстве 97 пациентов и объявили о своём намерении выдвинуть обвинения против других сотрудников больницы, которые бездействовали. Следователи вновь заявили, что Хёгель хотел произвести впечатление на коллег, приводя в чувство пациентов, которым он ранее ввёл препарат.
28 августа 2017 года полиция сообщила, что Хегель использовал в преступлениях различные лекарственные средства, включая аймалин, соталол, лидокаин, амиодарон и хлорид кальция. Передозировка ими может привести к опасной для жизни сердечной аритмии и падению кровяного давления, вызывая быстрое физиологическое ухудшение у уже больных пациентов.
7 марта 2018 года суд Ольденбурга приговорил Хёгеля к выплате компенсации в размере 47 000 евро за два медицинских заключения и оплаты работ юристов.

## Судебное разбирательство 2018—2019, приговор и апелляция
В январе 2018 года прокуратура города Ольденбург выдвинула Хёгелю обвинения в убийстве 100 пациентов в период с 7 февраля 2000 года по 24 июня 2005 года. Погибшим было от 34 до 96 лет. В обвинении говорилось, что в своей должности медбрата Хёгель убивал пациентов, вводя различные вещества или лекарства без медицинских заключений.
Основной судебный процесс начался 30 октября 2018 года. Из-за большого числа людей, участвовавших в судебном процессе (120 истцов), он проходил в залах Везер-Эмс-Халлен.
Судебное разбирательство в 2018—2019 годах длилось в общей сложности 24 дня. Из 100 обвинений в убийстве Хёгель признался в 43 в первый день судебного разбирательства, заявил, что не может вспомнить 52 и отрицал свою причастность к пяти оставшимся смертям.

### Показания свидетелей и экспертов
На суде присутствовали 30 свидетелей. Четыре медицинских эксперта представили суду подробную информацию о течении заболеваний пациентов, а также о воздействии лекарств, назначаемых Хёгелем. Профессор Столлер, судебный эксперт по психологии свидетельских показаний, проверил правдивость показаний Хёгеля. Он пришел к выводу, что Хёгель, хотя в принципе и способен, и готов лгать или давать ложные показания, предоставил суду правдивые признания. Столлер не видел никаких признаков ложного признания.

### Окончательный приговор
Суд Ольденбурга вынесла обвинительные приговоры в 97 случаях и оправдательные приговоры в трёх случаях. Защита сочла состояние доказательств слишком недостаточным для вынесения обвинительного приговора в гораздо большем количестве случаев и ходатайствовала об оправдании в 31 случае, осуждении за убийство в 55 случаях и осуждении за покушение на убийство в 14 случаях.

### Вынесение приговора и апелляция
6 июня 2019 года суд Ольденбурга приговорил Хёгеля к пожизненному заключению. Принимая во внимание предыдущие судимости, суд определил «тяжесть вины Хёгеля» (немецкий юридический термин, который значительно увеличивает суровость соответствующего приговора и исключает возможность досрочного освобождения после отбытия 15 лет). Он был признан виновным по 85 отдельным обвинениям в убийстве и невиновным еще по 15 обвинениям в убийстве.
Хёгель и совместный истец обжаловали приговор, однако суд отклонил апелляцию.

## Последствия убийств
После вступления приговора 2015 года в законную силу как клиника Дельменхорста (ныне больница Йозефа Дельменхорста), так и клиника Ольденбурга заявили о своём намерении выплатить компенсацию родственникам жертв. В июле 2015 года обе клиники объявили о планах стать первыми клиниками в Германии, которые внедрили процесс, называемый «квалифицированное вскрытие», с привлечением дополнительного коронера. Введение этого правила для двух человек направлено на предотвращение неестественных причин смерти в результате преступных действий, оставшихся незамеченными.